# Joaquín Sorolla

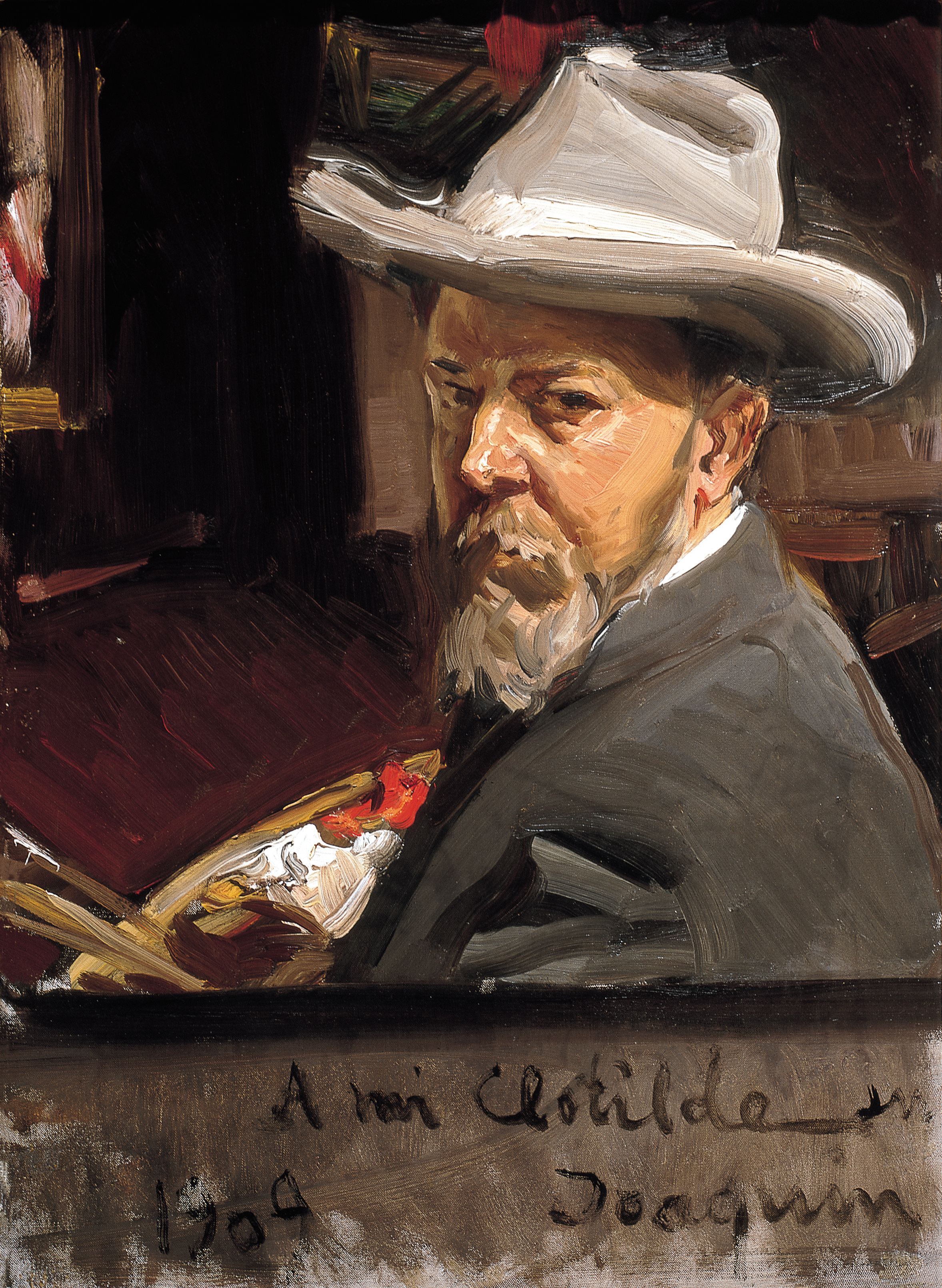
Önarcképe

Joaquín Sorolla  (teljes nevén Joaquín Sorolla y Bastida; Valencia, 1863. február 27. – Cercedilla, 1923. augusztus 10.) spanyol  festő. Rendkívül termékeny művész volt; mintegy 2200 festménye ismert. Stílusát impresszionista, posztimpresszionista, illetve luminista kategóriába sorolják.

## Művészete
„Joaquín Sorolla az impresszionisták és a fotográfia felfedezése után dolgozott, amikor megnőtt az érdeklődés a festészet iránt, mert egy valóságot jelenít meg, amelyet a fény változó hatása folyamatosan átalakít. Sorolla megpróbálta megörökíteni ezeket a röpke pillanatokat, és közben egy egyszerű fehér vászondarab varázslatos átalakulását mutatja be, vagy egy tükörképet a vízben. Sorolla maga mondta: „Mindig a szememmel festek”, és ő is így tesz. Amit látott, az átszellemült, megmutatva, hogyan nézhetünk a művész szemén keresztül, hogy többet és tisztábban lássunk.”

## A madridi Sorolla Múzeum
A Sorolla Múzeum (Museo Sorolla) Joaquín Sorolla művész házában található Madridban, a Paseo del General Martínez Campos 37 alatt. Az épületet a festőművész építtette 1910-ben. (A ház Enrique María Repullés y Vargas irányításával, a művész elképzelései alapján épült. Sorolla 1911-től itt élt családjával. Halála után özvegye a spanyol államnak adományozta a művész gyűjteményeit és a házat, ahol 1932-ben nyílt meg a múzeum.
A földszinten, a művész egykori műtermében láthatók az Ibériai-félszigeten tett utazások kapcsán készült tájképek, továbbá a new york-i Hispanic Society számára készült vázlatok. Sorolla dolgozószobájában személyes használati tárgyain túl tengerparti élményeit ábrázoló festmények láthatók. A szalonban a családtagokat ábrázoló porték függnek. Az emeletre vezető lépcsőházban Granadát ábrázoló tájkép látható. Az egykori lakószobák is a galéria részei.
Értékes a múzeum szoborgyűjteménye is (Mariano Benlliure, Auguste Rodin, Blay, Trubetzkoy művei).

## Emlékezete
- Valenciában egy fejpályaudvar viseli a nevét (Estación de Valencia-Joaquín Sorolla)
- Alicantéban utcát neveztek el róla (Calle Pintor Sorolla)

## Művei gyűjteményekben
Művei számos ország (Spanyolország, Argentína, Franciaország, Amerikai Egyesült Államok stb.)  közgyűjteményében illetve magángyűjteményekben találhatók.

## Képgaléria

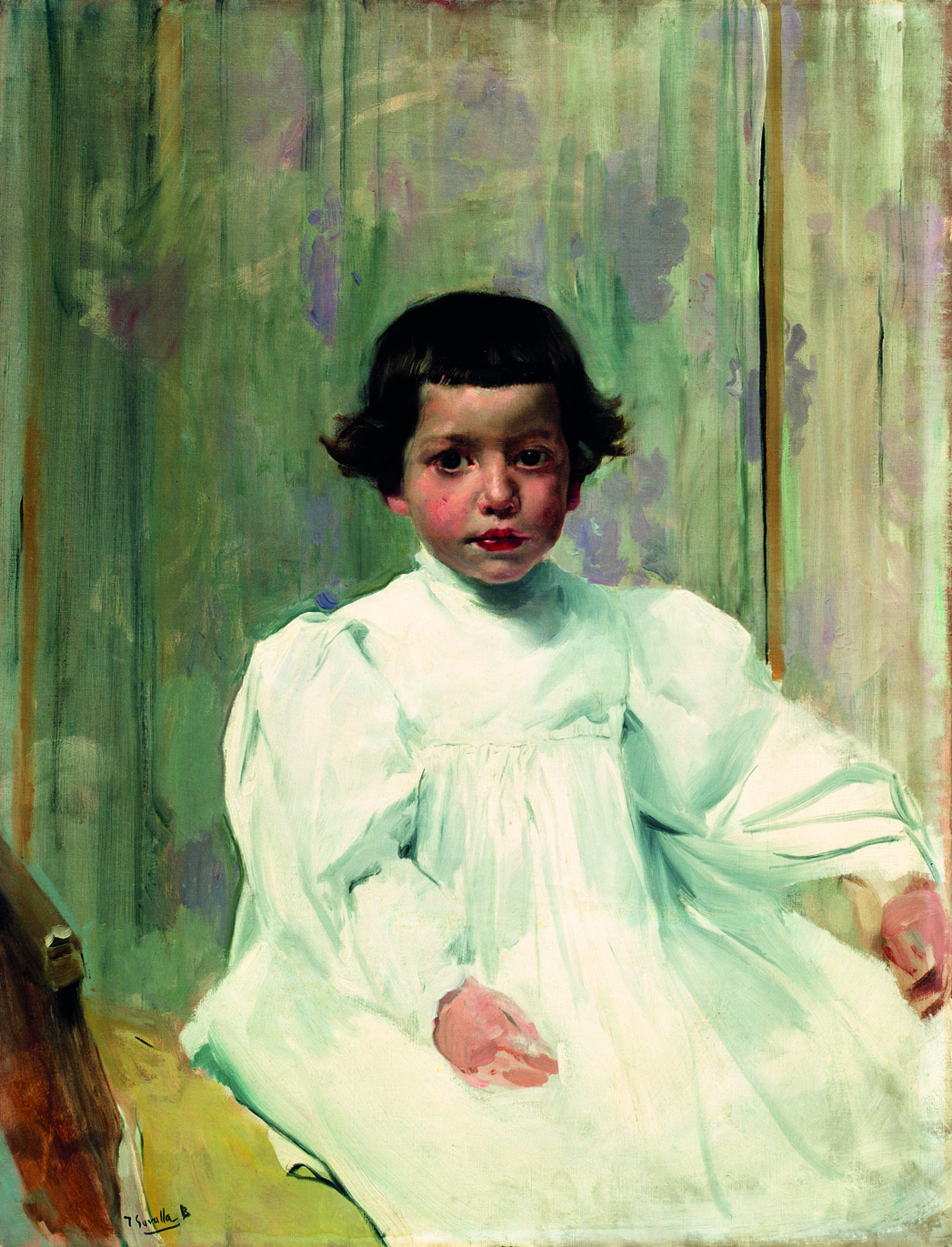
A festő fia, fehér ruhában (1896), Sorolla Múzeum, Madrid.
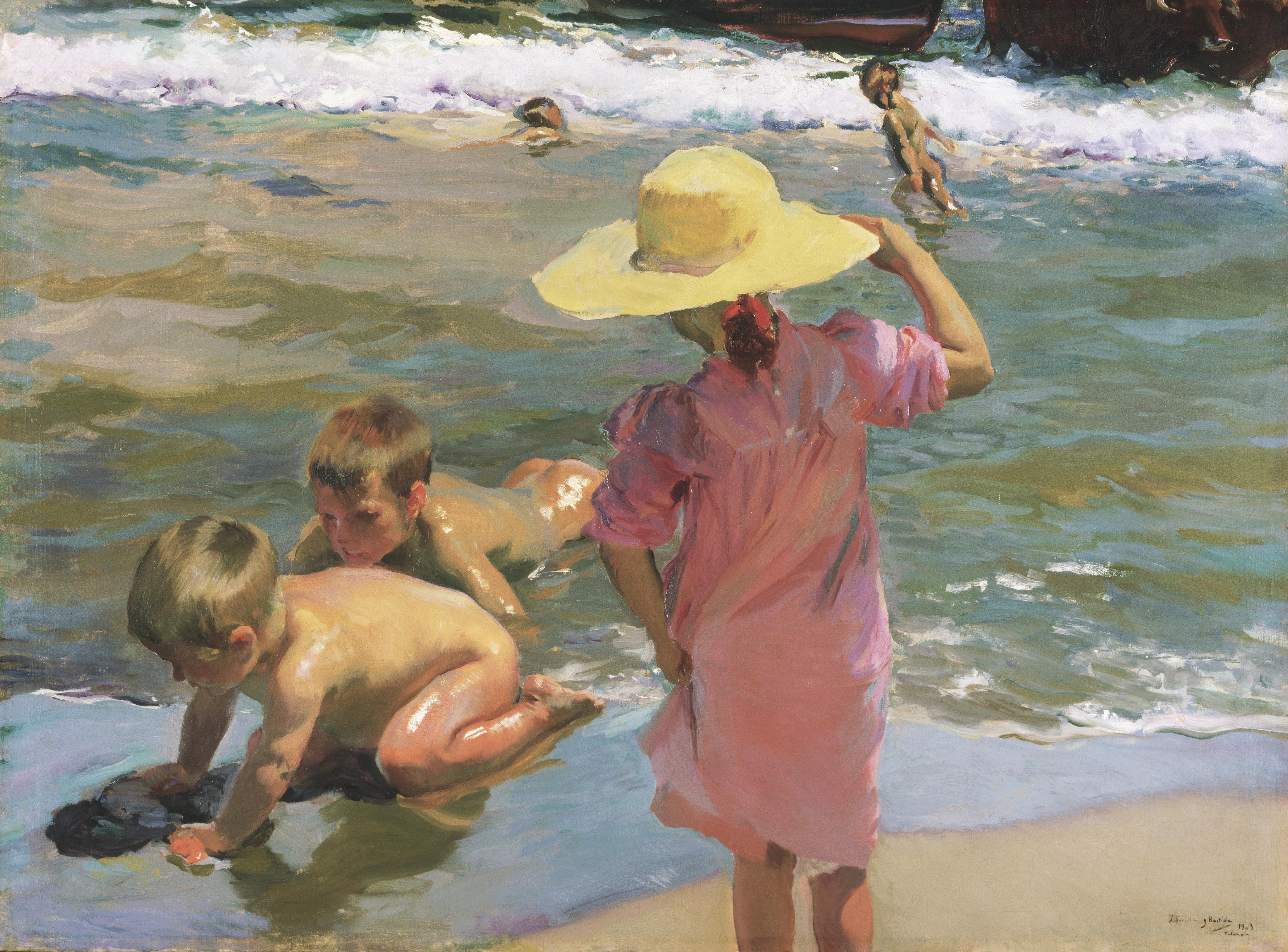
Gyermekek a tengerparton (1903),  Philadelphia Museum of Art.
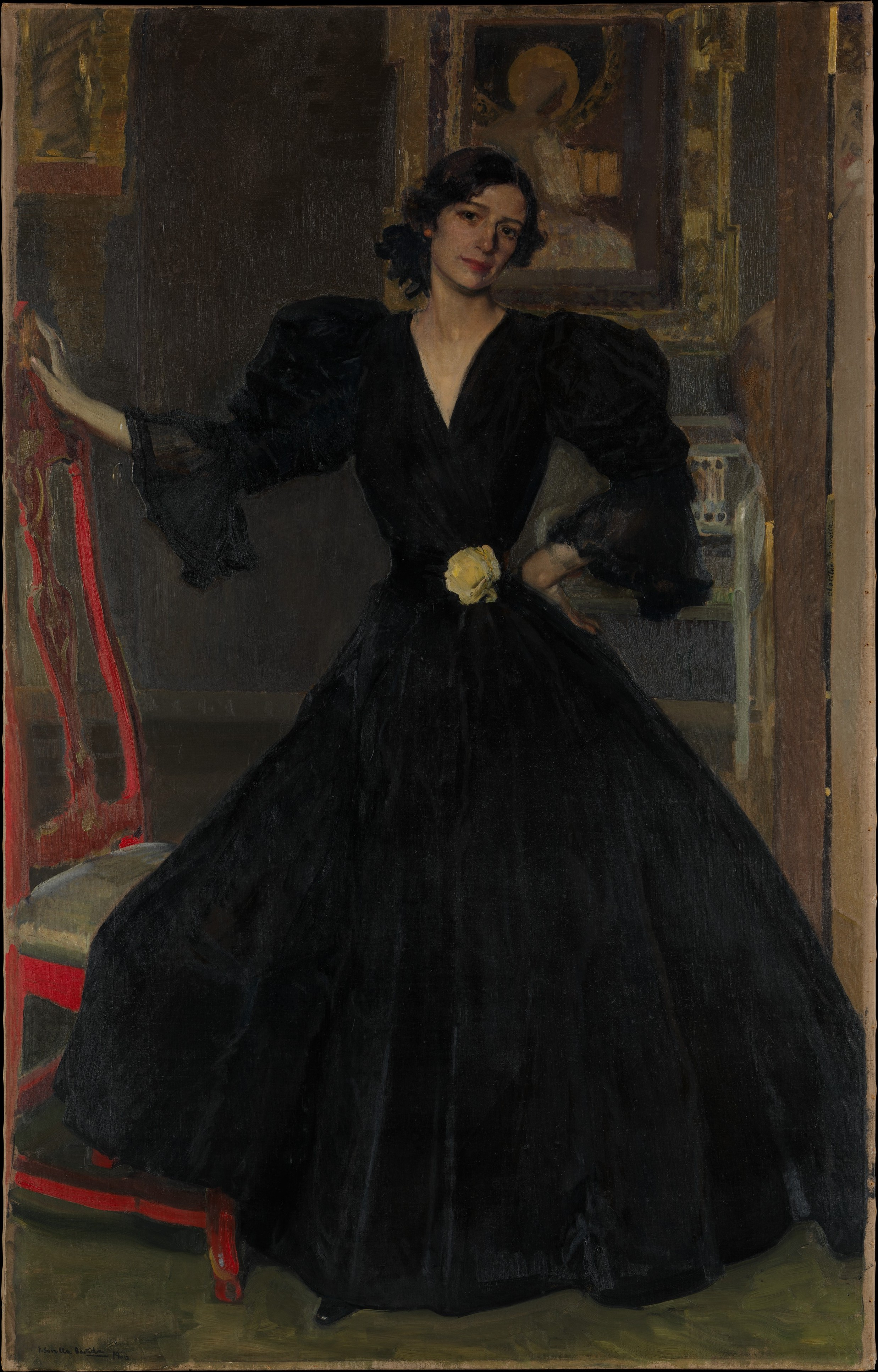
Señora de Sorolla fekete ruhában (1906), Metropolitan Museum of Art.
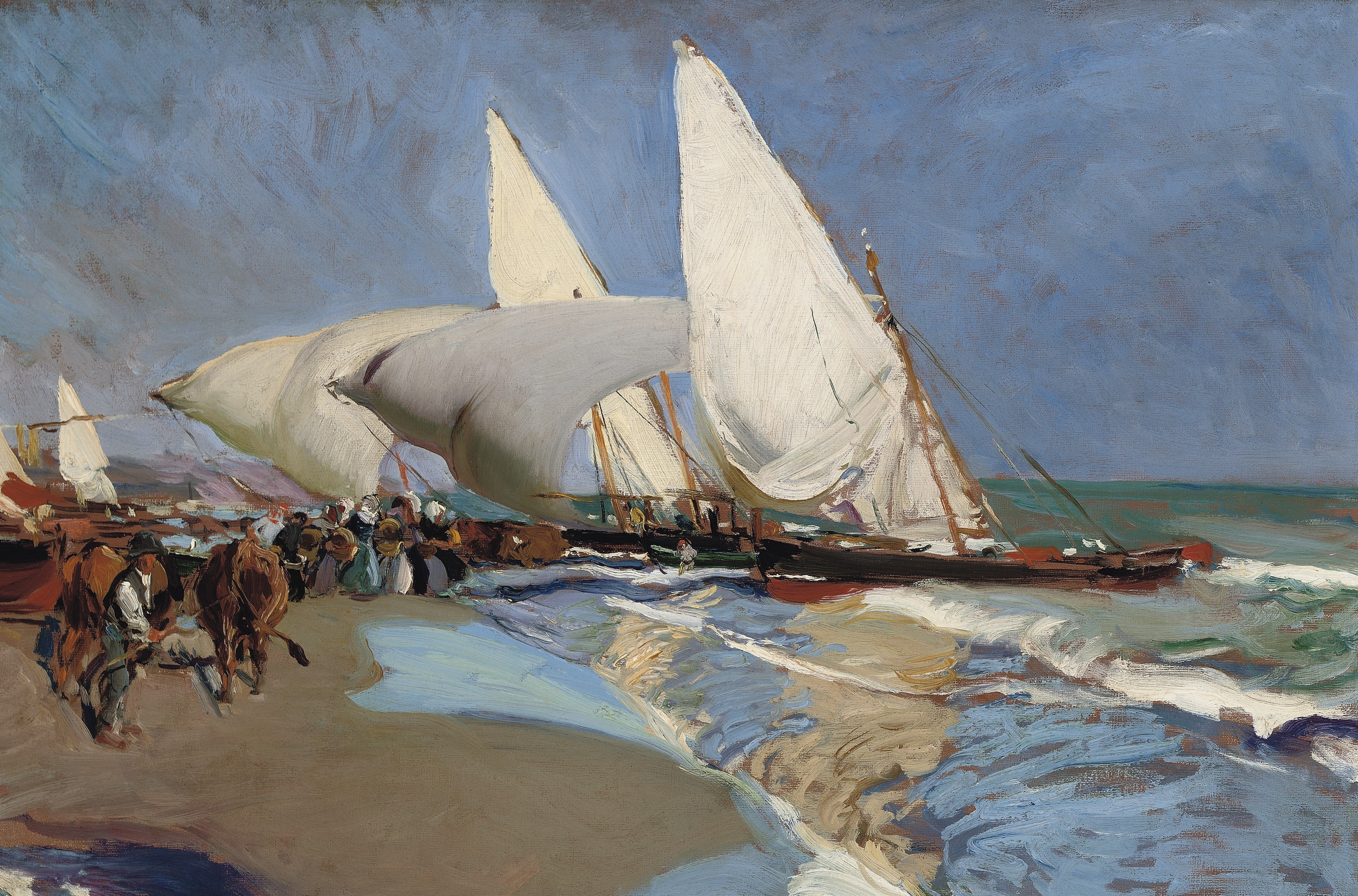
Valenciai tengerpart (1908).
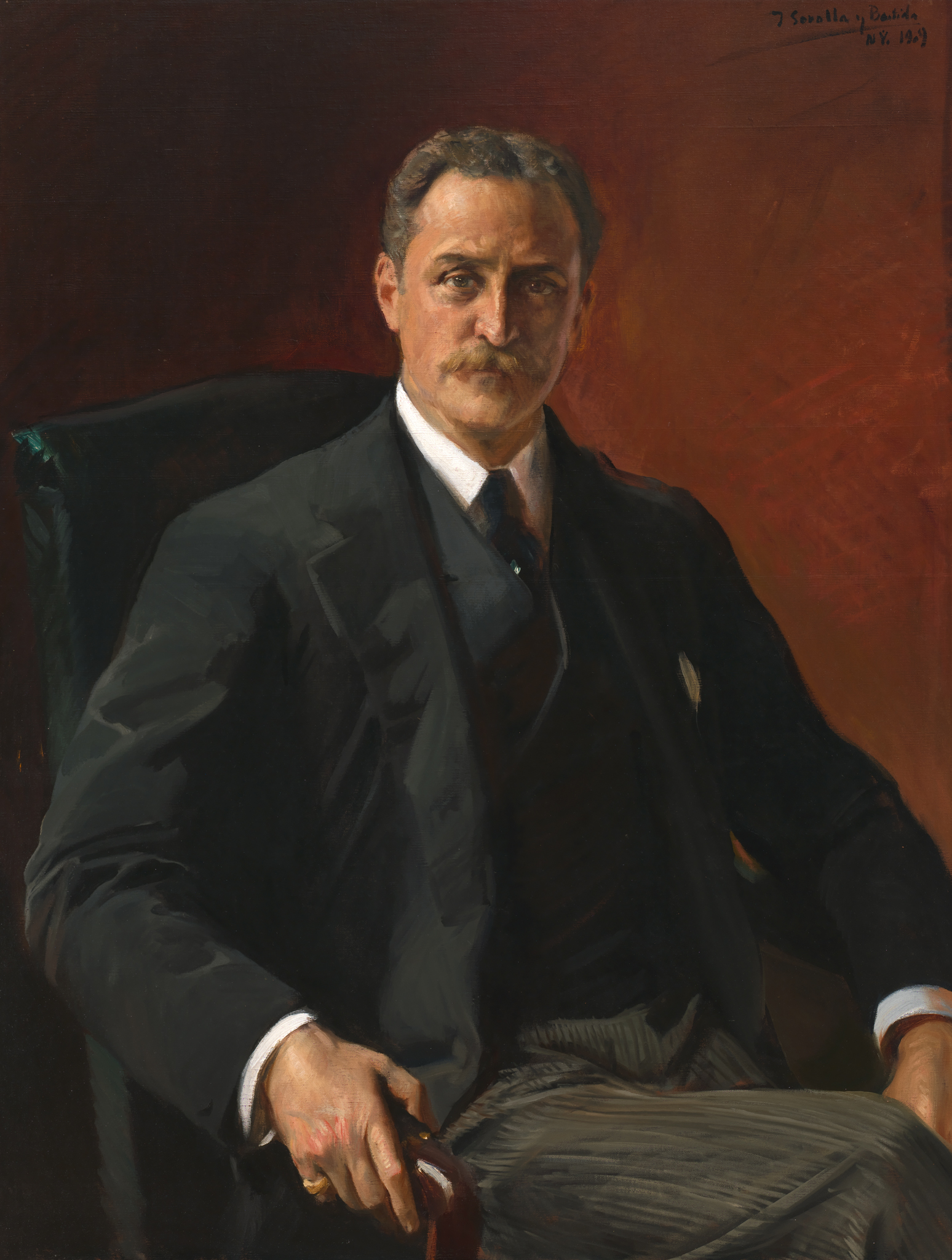
Robert Bacon arcképe (1909).
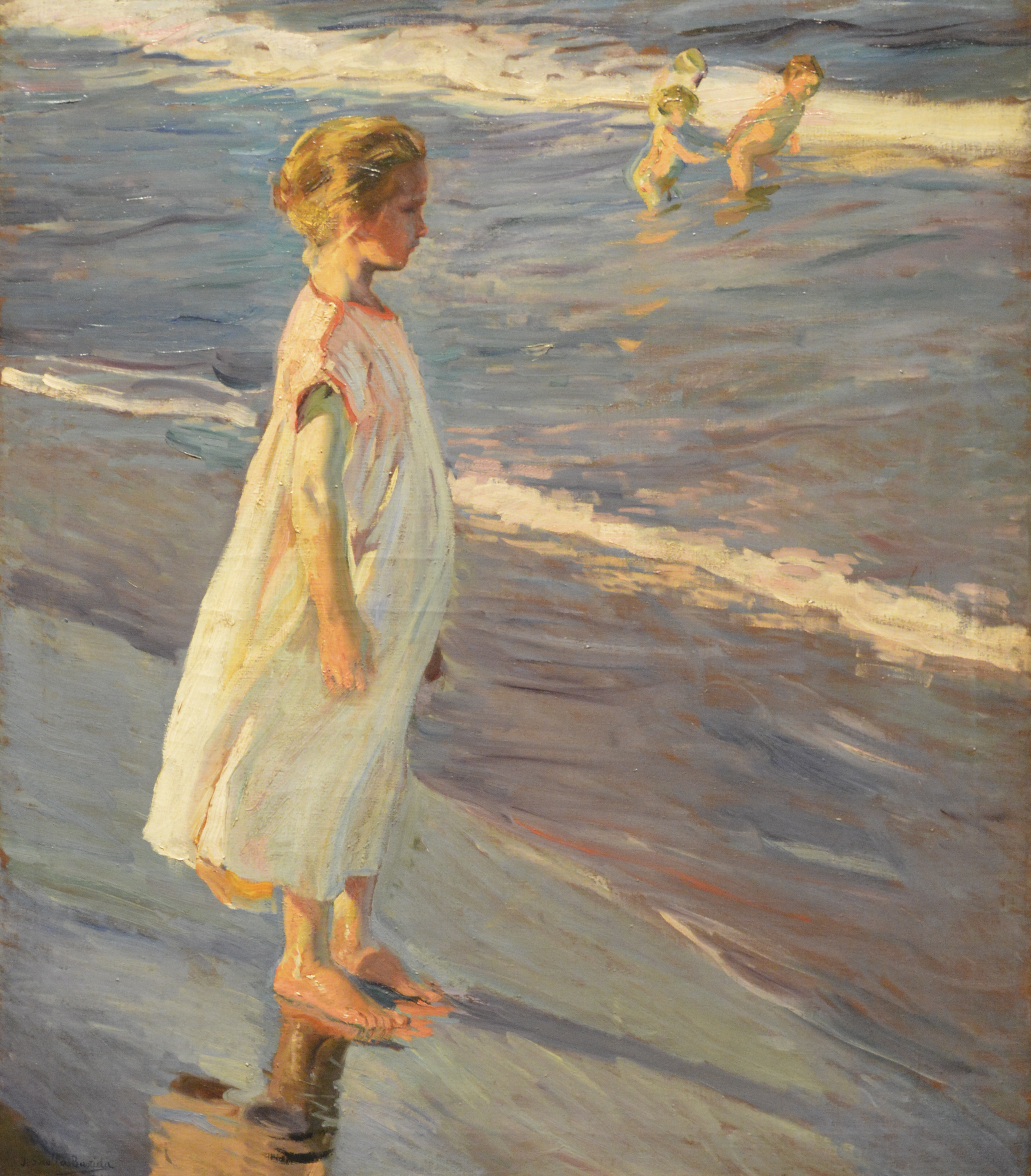
Niña, (1904). Museo Nacional de la Habana, Kuba.